# Northville (Michigan)
Pour les articles homonymes, voir Northville.
Northville est une ville située dans l’État américain du Michigan dans la banlieue de Détroit, dans le comtés d'Oakland et de Wayne. Selon le recensement de 2000, elle avait une population de 6 459 habitants.